# Петрова, Анфиса Николаевна
Анфиса Николаевна Петрова (Петрова 2-я) (1823 — после 1854) — русская оперная певица (контральто).
Пению обучалась в Петербургской театральной школе. В 1842 дебютировала в партии Вани («Жизнь за царя» М. Глинки) на сцене московского Большого театра, затем была переведена в петербургский Большой театр, где ей пришлось участвовать в премьере оперы «Руслан и Людмила».
Неожиданно получилось так, что ей пришлось стать первой исполнительницей партии Ратмира в опере «Руслан и Людмила». На самом деле она была во втором составе, на премьере должна была петь её более старшая однофамилица А. Я. Петрова, но та простудилась, и первые два спектакля пришлось провести не совсем готовой Петровой 2-й. Премьера прошла неудачно, о чём писала пресса:
в 1842 году, в те ноябрьские дни, когда в Петербурге впервые давалась опера «Руслан и Людмила». На премьере и на втором спектакле из-за болезни Анны Яковлевны партию Ратмира исполняла молодая и неопытная ещё певица Петрова — однофамилица её. Пела довольно робко, и во многом поэтому опера была принята холодно.

То же самое свидетельствовал А. Серов, написав про неё: 
«едва справилась с материальным разучиванием нот своей огромной партии и, несмотря на красивейший контральтовый голос, была в Ратмире слаба до жалости, следовательно, чуть ли не половина эффекта оперы в первое представление была утрачена».
Вскоре была отослана в Москву и в 1847—54 выступала на сцене московского Большого театра. Однако певица постепенно набиралась сценического опыта и в целом карьера её протекала успешно, ей не раз довелось участвовать в общих работах с выдающимися музыкантами.
Среди партий: Ратмир, 1-я исполнительница («Руслан и Людмила»); Ваня («Жизнь за царя» М. Глинки), Орсини («Лукреция Борджиа» Доницетти); Мария («Бьянка и Гуальтьеро» А. Ф. Львова по либретто Гийу).
Партнёры: С. Гулак-Артемовский, Л. Леонов, О. Петров, Дж. Рубини, Е. А. Семенова, М. Степанова, А. Тамбурини.
Пела п/у К. Альбрехта, И. Иоганниса.